# Kong Zhu
Kong Zhou (103–163, 孔宙, Pinyin Kǒng Zhòu) fue el vigésimo descendiente por línea directa de Confucio. Además era el padre de Kong Rong.  Kong Zhou sirvió como capitán (都尉) de la comandería de Monte Tai.